# 12272 Geddylee
12272 Geddylee là một tiểu hành tinh vành đai chính với chu kỳ quỹ đạo là 1589.3592750 ngày (4.35 năm).
Nó được phát hiện ngày 22 tháng 9 năm 1990.
Nó được đặt theo tên Geddy Lee, the lead singer, bassist, và keyboardist for the Canadian rock band, Rush.